# Regionalno planiranje
Regionalno planiranje je grana planiranja koja se bavi dizajnom i učinkovitim postavljanjem aktivnosti i infrastrukture preko značajno velikog područja zemlje. Srodno područje je urbano planiranje koje se bavi specifičnim problemima gradskog planiranja, što je podskup regionalnog planiranja. Oba koncepta su inkapsulirana u prostorno planiranje upotrebom eurocentrične definicije.

## Principi regionalnog planiranja
Regije zahtijevaju različite prostore za usjeve, gradove, industrijske prostore, prijevozna središta, vojne baze, navigacijske pomoći i divljinu. Regionalno planiranje je znanost učinkovitog postavljanja infrastrukture i zoniranja za održivi razvoj neke regije. Neki odvjetnici za regionalno planiranje, poput novog urbanista Petera Calthorpea, promiču regionalno planiranje jer može adresirati regionalno rasprostranjene probleme poput okolinskih, socijalnih i ekonomskih važnosti koje nužno zahtijevaju regionalni fokus.

### Načela regionalnog planiranja
- Ne smije se graditi na poplavnoj ravni ili duž potresnog rasjeda. Ta se područja mogu najbolje iskoristiti kao parkovi ili neobrađene farme. Kapitalna usavršavanja trebala bi biti obeshrabrena, a gradnja kodova trebalo bi biti najviše što se može učiniti u tim područjima.

- Treba se graditi duž brda i planinskih lanaca. Tako se domovi i poslovi čuvaju podalje od vodenih insekata. Također se plodne ravnice namijenjuju za obradive površine, a mogu se stvarati hladniji domovi tijekom ljeta i topliji, solarno grijani tijekom zime.

- Prvo se trebaju graditi prijevozni koridori prema obrascu središta i žbica. Smatra se da će tako razvoj slijediti prijevoznu infrastrukturu. Prijevozna središta trebala bi se graditi na vrhu brda, a ceste bi, ako je moguće, trebale pratiti linije planinskih lanaca.

- Administrativna i prijevozna središta trebala bi se polagati na istim mjestima. Mreže za administraciju mogu koristiti pogodnosti iz istih kapitalnih usavršavanja kao i prijevozne mreže.

- Drveće bi trebalo biti zasađeno prema omjeru rada kako bi koristilo pogodnosti u mislima. To jest, ako voćnjaci proizvode najbolji prihode po radnom satu po čovjeku, onda ih treba zasaditi.

- Trebaju se označiti lokacije za onečišćenja. Onda treba osigurati da se sve obližnje osobe slože kako bi ta onečišćenja bila izgrađena ondje.

- Općenito bi područja trebala biti samodostatna u hrani, vodi, prijevozu, komunikaciji i gorivu, sasvim dobro da se spriječi gladovanje, dehidracija i smrzavanje. Zgrade mogu koristiti solarno grijanje, solarne ćelije, snagu vjetra, cisterne i biljne vrtove na krovu, ako je to postavljeno kao prioritet.

- Neka svako područje također služi kao divljina. Trebalo bi omogućiti poticaje i prostor za migracijske mreže divljih životinja te za zelene pojaseve. Također bi trebalo uzgajati travnjake na krovovima, cestama i parkiralištima, te postaviti gnijezda na vrhovima zgrada.
- Trebalo bi upotrijebiti umjetna jezerca za klimatizaciju toplinskih slivnika, olujna uleknuća i divlji život uz obalu.

- Svako bi područje trebalo služiti mnogostrukim svrhama. Na primjer, neka se parkovi sastoje od vrtova, negrađevinskih zona i jestivih biljaka uzgojenih za tržište.

- Trebalo bi izbjegavati socijalne institucije koje stratificiraju neku regiju prema dohotku. Obrtni zakoni i zoniranje koji potiču mješavinu stambenih vrijednosti.

- Kada se dizajniraju gradovi, trebalo bi postaviti staničnu mrežu koja uzima u obzir stanove, parkove, usjeve, zelene pojaseve, drenažna uleknuća, autoceste, lokalne ulice, parkirališta i prodavaonice. Trebalo bi ponavljati ćelije i uključiti blago različit cestovni namještaj i poseban ornament ili trgovinu na svakim vratima ili raskrižju.

- Trebalo bi uzeti u obzir građevne zakonike i zonske zakone koji potiču upotrebu zemljišta na najbolji mogući način.

## Vanjske poveznice
- Nacionalno udruženje regionalnih vijeća
- Američko udruženje za planiranje
- CT/NY/NJ CT/NY/NJ Regional Plan Association